# Fuga de los Condes

Fuga de los Condes

La Fuga de los Condes (en irlandés Imeacht na nlarlaí, en inglés: the Flight of the Earls) o también conocida como la Huida de los Condes, se refiere a la marcha de Irlanda de Hugh O'Neill, conde de Tyrone y Rory O'Donnell, el 14 de septiembre de 1607. Este momento marcó el fin de la era medieval de Irlanda y de su sistema de clanes ancestrales, ya que a través de la colonización de zonas importantes de la isla se introdujo un elemento cultural inglés. La naturaleza de los clanes irlandeses consistía en guerrillear constantemente, ya que así habían sido educados, por lo que se dedicaban a devastar y asaltar las tierras colindantes a sus provincias o de clanes enemigos. La mayoría de los patriarcas de los clanes solían tener a prisioneros encarcelados por el resto de sus vidas, algunos de ellos incluso llegados a cegar.

## Preludio del exilio
Tras la derrota en la batalla de Kinsale, y el fin de la Guerra de los Nueve Años irlandesa, Hugo O'Neill y Red Hugh O'Donnell, señor de Tyrconnell y hermano mayor de Rory O'Donnell y su predecesor, se encontraban en una situación muy difícil. Tratando de encontrar apoyo para iniciar una nueva revuelta, Red Hugh O'Donnell partió hacia la corte de Felipe III en España, donde falleció. Por su parte, Hugh O'Neill, que había sido vencido y capturado por Lord Mountjoy y Rory O'Donnell tuvieron que presentarse ante el rey Jacobo I de Inglaterra en Londres. Ambos rebeldes recibieron un trato muy honroso del rey, que les confirmó en sus posesiones y concedió a Rory el título de conde de Tyrconnell.
Como rey que era de Escocia, Jacobo comprendía mejor que nadie las ventajas de colaborar con los jefes locales. Sin embargo, al igual que había sucedido en otras zonas de Irlanda, la paz de 1603 se tradujo en la aplicación de la ley de cesión y reotorgamiento, según la cual, los nobles gaélicos entregaban sus tierras a la corona, que se las volvía a entregar a sus propietarios, siempre y cuando estos juraran lealtad al rey y admitiesen sus normas. Estas tierras estarían regidas según lo dispuesto en la legislación inglesa y no según las tradicionales leyes de brehon gaélicas. Esta política sería aplicada de forma sistemática durante todo el proceso conocido como reconquista Tudor de Irlanda.
Tras el fallecimiento de Red Hugh O'Donnell el 10 de septiembre de 1602, su hermano Rory le sucedió como vigésimo quinto cacique del clan O'Donnell. Posteriormente, el 4 de diciembre de 1603 Jacobo I le concedió el título de conde de Tyrconnell y el 10 de febrero de 1604 le devolvió las tierras confiscadas, aunque con ciertos recortes.
A partir de 1605 el nuevo Lord Teniente de Irlanda, Arthur Chichester, inició una política de presión hacia O'Neill, O'Donnell y sus aliados Maguire, desposeyéndolos de tierras que entregaba a los O'Catháin, clan mucho más dispuesto a colaborar con el gobierno inglés. Por si esto fuera poco, el descubrimiento del complot de la pólvora ese mismo año hizo, redujo aún más la credibilidad de los católicos ante la Corona inglesa. Ante las repetidas quejas de O'Neill acerca de la gestión de Chichester, fue invitado por Jacobo I a formular su caso al Consejo Privado en Londres, lo cual nunca hizo.
Hacia 1607, la situación de los aliados de O'Neill comenzaba a ser insostenible ante los repetidos recortes en sus posesiones. Consideraron entonces la posibilidad de iniciar una nueva revuelta. Antes de la batalla de Gibraltar decidieron viajar a España para buscar apoyo. No está muy claro si O'Neill compartía sus intenciones, pero sabía que en cuanto la administración de Londres conociera los movimientos de O'Donnell y Maguire, le considerarían igualmente traidor, por lo que optó por unirse a la fuga.
La posición de la corte española había cambiado mucho desde los tiempos de la anterior revuelta. Tras el final de la guerra anglo-española, Felipe III no tenía ningún interés en buscar un nuevo conflicto con la Inglaterra de los Estuardo; además, la flota española había sido derrotada por la holandesa tras la batalla de Gibraltar en 1607, por lo que se dirigieron a Italia, donde O'Neill fallecería en 1616.

## El fin del orden gaélico

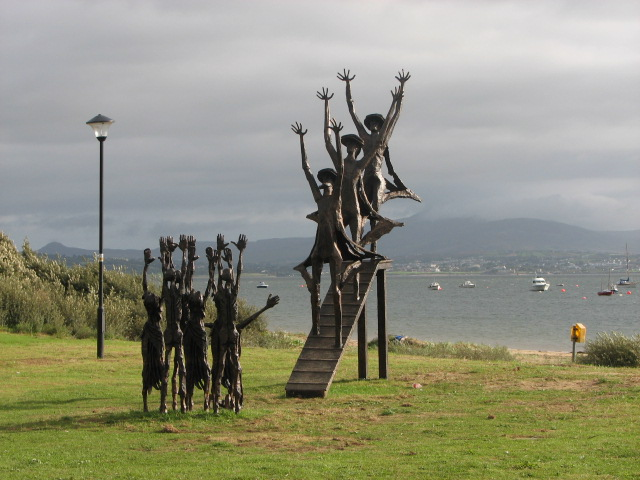
Estatua conmemorativa de la Fuga de los Condes en Rathmullan, Irlanda.

Los condes y algunos seguidores partieron de la población de Rathmullan, a orillas del Lough Swilly en un barco de bandera francesa. Los huidos eran descendientes de algunas de las familias gaélicas más antiguas y poderosas, que habían gobernado el Ulster durante siglos. La Fuga de los Condes marca un punto de inflexión en la historia irlandesa. A pesar de su adhesión al sistema gaélico, los antepasados de los condes habían recibido sus títulos de la Corona inglesa, y aceptado la política de cesión y reotorgamiento. Algunos historiadores argumentan que la huida fue una respuesta ante la presión ejercida por el gobierno inglés durante la reconquista Tudor de Irlanda; otros que fue un error estratégico que despejó el camino para la colonización del Ulster. Ésta provocó la rebelión de O'Doherty en 1608. Rápidamente sofocada por la corona.